# 太空怪谈
“Space Oddity”（中文：太空怪谈）是大卫·鲍伊写的一首歌。它于1969年7月11日首次以7英寸单曲发行。这是他的第二张录音室专辑《David Bowie (Space Oddity)》的第一曲。它是大卫·鲍伊的标志性歌曲之一，也是他的四首被列入摇滚名人堂的“塑造摇滚的歌曲”（Songs That Shaped Rock and Roll）歌曲之一。
这首歌是关于一位虚构的宇航员小汤姆发射到太空，并在太空飞行期间演唱这首歌。美国的“阿波罗11号”任务将于5天后发射，并将成为此后5天内人类首次载人登月，所述的歌词也已看到讽刺的至今无法载人飞行的英国太空计划。
1969年，这首歌在英国单曲榜上达到了第5名，并获得1970年年度Ivor Novello特别创意奖。; 1973年重新出版后，“Space Oddity”在Billboard榜上达到了第15位，并成为大卫·鲍伊在美国的首支入榜的单曲；在加拿大，它达到了第16位;1975年，这首单曲再次发行，成为英国排名第一的单曲。
2013年，这首歌在加拿大宇航员克里斯·哈德菲尔德（Chris Hadfield）的演唱下重新受到欢迎，他在国际空间站上演唱了这首歌，成为第一部在太空中拍摄的音乐录影带。
2016年1月，这首歌曲在鲍伊去世后重新进入世界各地的单曲榜，其中包括成为鲍伊的第一首第一名单曲，成为法国单曲榜的首位。该歌曲在2016年1月12日的iTunes上也排名第三。

## 背景
“Space Oddity”的灵感来自于斯坦利·库布里克的电影《2001太空漫游》，其名称是对电影英文名称“2001: A Space Odyssey”的改造。

## 录制和发行
有三种主要的“Space Oddity”录音室版本：1969年2月录制的早期版本，6月的专辑版本（录制为单曲版本）和1979年的重新录制版本。
早在1969年2月2日，大卫·鲍伊的宣传电影“Love You Till Tuesday”就在伦敦切尔西大卫·鲍伊的卧室录制了“太空奇迹”的早期版本。它也出现在录音室专辑The Deram Anthology 1966-1968上。
1969年6月，在大卫·鲍伊与唱片公司Deram断约之后，他的经纪人Kenneth Pitt和水星唱片公司及其英国子公司Philips签署了一张专辑合同。水星唱片公司听到了一张Demo，其中包括由大卫·鲍伊及其当时音乐合作人John Hutchinson在1969年春天录制的“Space Oddity”的Demo。之后大卫·鲍伊试图找到一位制片人，乔治·马丁把这个项目放弃了，而Tony Visconti喜欢这张专辑的Demo，由于一些原因，Visconti决定将其的生产委托给Gus Dudgeon。
1969年6月20日，Trident Studios录制了专辑“David Bowie (Space Oddity)”，专辑版本的不同编辑在英国和美国以单曲形式发行。

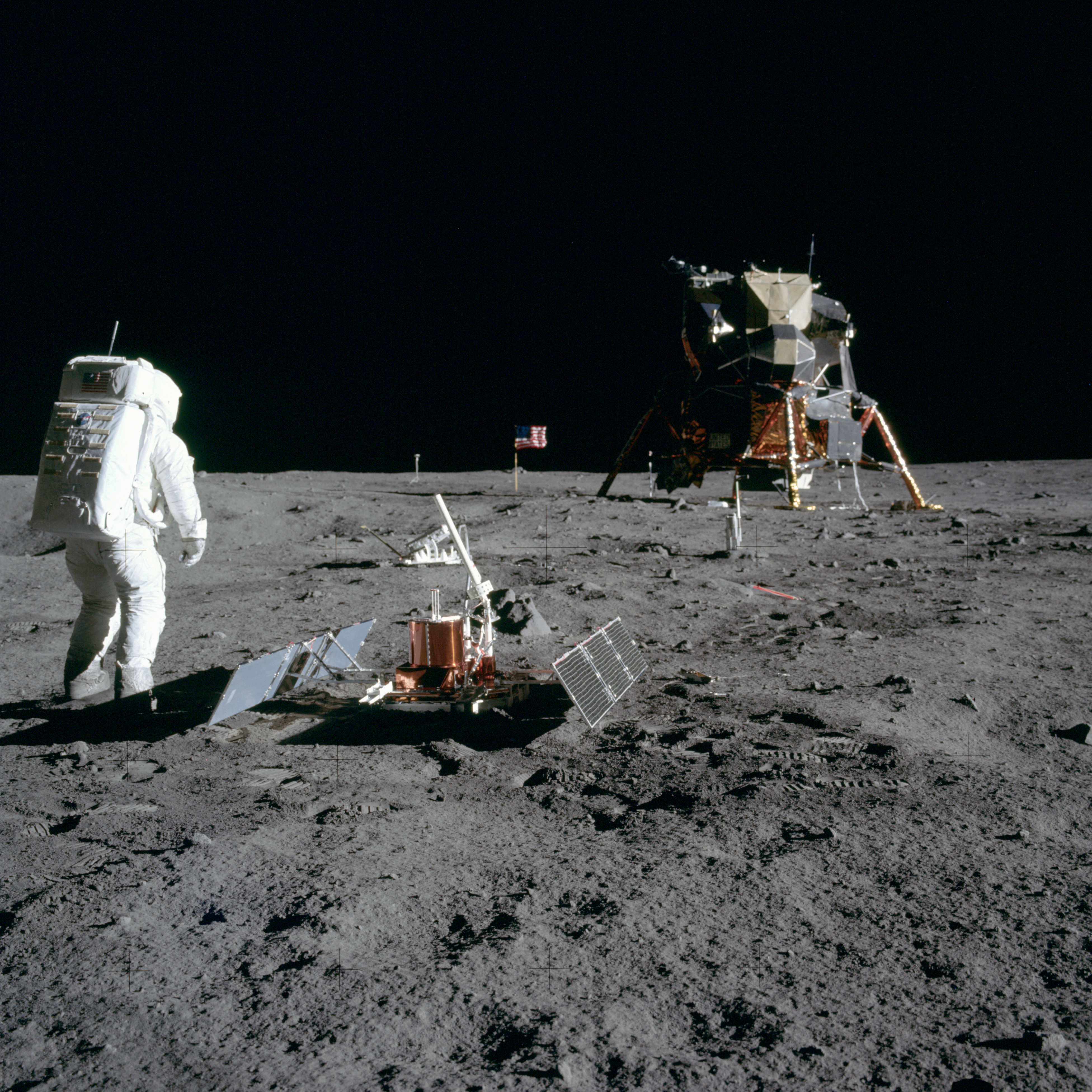
“太空怪谈”是阿波罗11号电影配乐的主题曲。图为阿波罗11号和阿姆斯特朗在月球。

这首歌曲在Styling的广告中得到了宣传，由大卫·鲍伊在开始的背景中播放。直到阿波罗11号机组人员安全返回之后，该单曲才由英国广播公司播放;在这之后，这首歌在英国单曲榜上达到了第5名，在美国，它停滞在124名。
除了其标题，暗示电影2001：太空漫游，这首歌的介绍是一个几乎听不到的器乐集结，突出电影中使用的是类似于深低音。
Mogol为这首歌写了意大利歌词，大卫·鲍伊在1969年12月录制了一首新歌，在意大利发行了单曲“ Ragazzo solo，ragazza sola ”（“Lonely Boy，Lonely Girl”）。
在1973年重新发行后，“Space Oddity”在Billboard榜上达到了第15 位，并成为大卫·鲍伊在美国的首支单曲; 在加拿大，它达到了第16位。
鲍伊在1979年末录制了一首精简版的歌曲，于1980年2月发行，作为“Alabama Song”的B面。
最初的单曲Wild Eyed Boy from Freecloud的B面首次出现在1989年的Sound + Vision的CD上，作为其第一曲。
2009年7月20日，补发该单曲上歌曲四个以前发布的版本和数位EP，这次发布恰逢歌曲40周年和阿波罗11号登月。

## 曲目列表
所有曲目由大卫·鲍伊所作。

| 1969英国原版 1. "Space Oddity" – 4:33 (mono) 2. "Wild Eyed Boy from Freecloud" – 3:52 1969德国/荷兰 1. "Space Oddity" – 5:13 (立体声) 2. "Wild Eyed Boy from Freecloud" – 4:59 (立体声) 1969美国原版 1. "Space Oddity" – 3:26 2. "Wild Eyed Boy from Freecloud" – 3:20 1973美国再版 1. "Space Oddity" – 5:05 2. "The Man Who Sold the World" – 3:53 1975英国再版 1. "Space Oddity" – 5:15 2. "Changes" – 3:33 3. "Velvet Goldmine" – 3:14 | 2009再版 (数字EP) 1. "Space Oddity" (Original UK mono single edit) 2. "Space Oddity" (US mono single edit) 3. "Space Oddity" (US stereo single edit) 4. "Space Oddity" (1979 re-record) 5. "Space Oddity" (Bass and Drums) 6. "Space Oddity" (Strings) 7. "Space Oddity" (Acoustic guitar) 8. "Space Oddity" (Mellotron) 9. "Space Oddity" (Backing vocal, flute and cellos) 10. "Space Oddity" (Stylophone and guitar) 11. "Space Oddity" (Lead vocal) 12. "Space Oddity" (Main backing vocal including countdown) |

## 人员

#### 音乐
David Bowie – 人声、不插电吉他、Stylophone
Mick Wayne – 主音吉他
Herbie Flowers – 贝斯吉他
Terry Cox – 鼓
Paul Buckmaster – 弦乐编写
Tony Visconti – 长笛、木管乐器
Rick Wakeman – 电子琴

#### 技术
Gus Dudgeon – 出版物制作

## 排行和销量

### 排行
| 排行榜 (1969–2016)                   | 峰位 |
| ------------------------------------ | ---- |
| 澳大利亚（澳大利亚唱片业协会單曲榜） | 31   |
| 奥地利（Ö3四十强单曲榜）             | 27   |
| 加拿大（Canadian Hot 100）           | 16   |
| 比利时佛兰德（Ultratop五十强单曲榜） | 20   |
| 法国（法國唱片出版業公會單曲榜）     | 1    |
| 德国（德國官方單曲榜）               | 40   |
| 匈牙利（四十強單曲榜）               | 23   |
| 愛爾蘭（愛爾蘭唱片音樂協會单曲榜）   | 3    |
| 意大利（意大利音乐产业联盟单曲榜）   | 26   |
| 日本（Japan Hot 100）                | 99   |
| 荷兰（百强单曲榜）                   | 4    |
| 新西兰（新西兰唱片音乐协会单曲榜）   | 39   |
| Portugal (Hung Medien)               | 30   |
| 西班牙（西班牙音樂製作協會）         | 13   |
| 瑞典（瑞典最熱榜）                   | 15   |
| 瑞士（瑞士热门音乐榜）               | 15   |
| 英國（官方榜单公司單曲榜）           | 1    |
| 美国（《告示牌》百大單曲榜）         | 15   |
| 美國（《告示牌》Hot Rock Songs）     | 4    |

| 地區                                  | 认证 | 认证单位/销量 |
| ------------------------------------- | ---- | ------------- |
| 意大利（意大利音乐产业联盟）          | 金   | 25,000‡       |
| 英国（英国唱片业协会）                | 银   | 200,000‡      |
| *僅含認證的實際銷量 ^僅含認證的出貨量 |      |               |

## 文化影响

### 影視作品
以下電影及電視劇中插入了歌曲《太空怪谈》：
- 1969年电影《Love You till Tuesday（英语：Love You Till Tuesday (film)）》
- 2002年美国电影《Mr. Deeds》（Steven Brill执导）
- 2005年加拿大电影《C.R.A.Z.Y.》（Jean-Marc Vallée执导）
- 2011年西班牙电影《Eva》（Kike Maíllo执导）
- 2013年美国电影《白日梦想家》（本·斯蒂勒执导）
- 2014年法国电影《鸟人》（Pascale Ferran执导）
- 2014年香港电影《那夜凌晨，我坐上了旺角开往大埔的红VAN》（陈果执导）
- 2017年美国电影《星际特工：千星之城》（吕克·贝松执导）
- 2020年美國電視劇集《西部世界》第三季第五集「類型」（Jonathan Nolan及Lisa Joy主創）

### 其他
- 1980年发行的大卫·鲍伊歌曲“ Ashes to Ashes ”是“Space Oddity”故事的续篇。其他类似歌曲包括Pete Shilling的1984年主打歌“Major Tom（Coming Home）”和一首非常相似的Elton John歌曲“Rocket Man”，[35]包括制作人版本的Gus Dudgeon的Space Oddity。[36]
- 这首歌也被U2用作U2 360°巡回赛的介绍。[37][38]
- 2009年美国歌手版本的这首歌被用于林肯汽车的广告中。[36]
- 《使命召唤：无限战争》将它用于预告片。
- 2013年春天，加拿大太空人克里斯·哈德菲尔德拍摄了一段在国际太空站拍摄的音乐影片[7]，到2017年底，YouTube上的观看次数已超过3800万次。
- 在2018年2月6日的首飞中的SpaceX的猎鹰重型运载火箭进行伊隆·马斯克的个人特斯拉跑车和模特亲切的称为接龙送入太空。《太空怪谈》是飞行期间在汽车音响系统上播放的曲子之一。[39]

## 外部連結
- YouTube上的
- Was "Major Tom" the astronaut a real person?（页面存档备份，存于）